# 中平田村
中平田村（なかひらたむら）は山形県飽海郡にあった村。現在の酒田市中部、羽越本線砂越駅 - 東酒田駅間の北側一帯にあたる。

## 地理
- 河川：新井田川

## 歴史
- 1889年（明治22年）4月1日 - 町村制の施行により、手蔵田村、熊野田村、熊手島村、大槻新田村、荻島村、本川村、茨野新田村、小牧新田村、中野新田村、勝保関村、土崎村、大多新田村、浜田村、小牧村、大野新田村、古荒新田村の区域をもって発足。
- 1918年（大正7年）8月1日 - 鵜渡川原村、西平田村、北平田村との境界変更[1]。
- 1919年（大正8年）
  - 4月20日 - 北平田村との境界変更[2]。
  - 5月1日 - 南平田村との境界変更[3]。
- 1920年（大正9年）2月17日 - 一条村、北平田村、東平田村との境界変更[4]。
- 1941年（昭和16年）4月1日 - この日で消滅した西平田村の一部が当村に編入、また当村の一部が酒田市に編入される[5]。
- 1954年（昭和29年）12月1日 - 酒田市に編入。同日中平田村廃止。

## 交通

### 鉄道路線
村内に駅は所在しなかったが、羽越本線の砂越駅が至近に所在した。現在は東酒田駅も至近に所在するが、当時は信号場であった。